# Église Notre-Dame-de-Lourdes des Coudreaux (Montfermeil)
Pour les articles homonymes, voir Église Notre-Dame-de-Lourdes.
L'église Notre-Dame-de-Lourdes des Coudreaux de Montfermeil dans le département de la Seine-Saint-Denis en région Île-de-France est une église appartenant au diocèse de Saint-Denis affectée au culte catholique.
Elle est située avenue du Général-Morin. Son nom provient du bois des Coudreaux qui occupait cet emplacement et qui a donné son nom au quartier.
Elle est l'une des trois églises du culte catholique de la ville de Montfermeil avec l'église Saint-Pierre-Saint-Paul et la chapelle Jésus-Adolescent.

## Historique
À cet endroit se trouvait une chapelle en bois dont le Père Beaucamp décida de la reconstruction grâce à une collecte nationale que l'évêque de Versailles, Mgr Renard, soutint dès 1961. Le Père Beaucamp est ainsi le premier curé et fondateur de cette paroisse. 
La première pierre de cette église est posée le premier dimanche de carême, 28 février 1965, par le cardinal Renard, évêque de Versailles et par Mgr Ménager évêque de Meaux. Cette première pierre, sculptée, vient de l'abbaye de Chelles, fondée au Ve siècle par sainte Clotilde ; elle est visible sous le porche à l'extérieur.
Sa dédicace et sa consécration interviennent le dimanche de Pâques 9 avril 1967, en présence de Mgr Le Cordier.
L'église est entretenue par les chantiers du Cardinal, financés par les chrétiens d'Île-de-France. Maurice Laurence est l'architecte. 
Comme la plupart des églises, elle est orientée, c'est-à-dire le chœur à l'Est. Le soleil levant éclaire ainsi le chœur de l'église par la face translucide du clocher.

## Description
C'est un bâtiment de style contemporain, alliant métal et béton en formes géométriques. Le clocher est une flèche munie d'une face translucide qui éclaire l'intérieur de l’édifice.

## Aménagement intérieur

### La peinture du Christ en gloire
Ce Christ en gloire, mort et ressuscité trône au dessus du chœur, car il est au cœur de la foi chrétienne.
Œuvre de Philippe Leroux, elle a été peinte d'après un tableau de sœur Marie-Agnès de la communauté des sœurs bénédictines de l'abbaye Notre-Dame de Venière, près de Tournus en Saône-et-Loire. Elle a été réalisée pour le carême 2004 à l'occasion de l'ordination d'Eric Marchand, ordonné dans cette église le 28 mars. Elle évoque le récit de la Passion selon Saint Jean 19, 25-27 : « Près de la Croix de Jésus se tenaient sa mère et la sœur de sa mère, Marie, femme de Cléophas, et Marie de Magdala. Jésus donc, voyant sa mère et, se tenant près d'elle, le disciple qu'il aimait, dit à sa mère: «Femme, voici ton fils». Puis il dit au disciple: «Voici ta mère». Dès cette heure-là, le disciple l'accueillit chez lui » ;
Le disciple n'est pas nommé : c'est une référence à Jean comme à tout disciple potentiel. Selon Jean 14,23 : « Jésus lui répondit: Si quelqu'un m'aime, il gardera ma parole, et mon Père l'aimera; nous viendrons à lui, et nous ferons notre demeure chez lui. »
Ce disciple bien-aimé tient un calice dans sa main pour recevoir "le sang et l'eau qui coulent du côté de Jésus ".                        
C'est l'attitude des chrétiens qui reçoivent le Corps du Christ dans l'Eucharistie qui actualise le sacrifice du Christ, mort pour le pardon des péchés. Son pardon fait des croyants des créatures nouvelles pour vivre et annoncer qu'ils sont unis à Dieu pour toujours et vainqueurs du mal et de la mort. Avec lui, les croyants vivront éternellement, et ressusciteront au dernier jour.
Le disciple bien-aimé est en blanc : il a revêtu la robe nuptiale, lavée dans le sang de l'agneau et l'eau du baptême.
Marie se tient debout au pied de la croix, mère du Christ et mère des hommes. Elle sera présente à la Pentecôte au milieu des apôtres à la nouvelle naissance de l'Église dans l'Esprit saint.
Au pied de la croix, un fleuve d'eau vive se répand sur le monde.

### L'autel
Il est situé au centre du chœur et sous la peinture de la croix : taillé dans la pierre, sa masse est importante.

### Le tabernacle
Sur le côté, à gauche, l'autel comporte une petite lumière rouge qui indique la présence réelle du Christ dans le tabernacle, la réserve du pain eucharistique consacré le dimanche à la messe.
Au pied de l'autel, se tient la statue de Saint Joseph avec ses outils de charpentier.

### Le cierge pascal
Il rappelle par sa flamme la présence du Christ ressuscité, présent à son Église, présent hier et aujourd'hui. L'inscription du cierge comporte A et O (pour alpha et oméga) ainsi que le millésime de l'année actuelle. Il est allumé au feu nouveau dans la nuit de Pâques au cours de la veillée pascale. On l'allume également à chaque baptême.

### Sainte Marie
Sur le côté droit, l'autel est surmonté de Marie avec l'Enfant Jésus dans les bras qu'elle offre au monde.
Sur l'autel, la Vierge Marie, Notre Dame de Lourdes, apparue à Bernadette Soubirous en 1858.
À gauche de l'autel, Notre-Dame de Fátima, 13 mai 1917

### Sainte Thérèse
À gauche en entrant dans l'église, Sainte Thérèse de Lisieux (1873-1897) en habit de carmélite.

### Les fonts baptismaux
À droite en entrant dans l'église, on remarque les fonts baptismaux avec la fontaine qui se déverse dans la cuve en pierre et la lumière qui tombe du ciel et éclaire l'ensemble. À côté du cierge pascal, se trouve une statue de Notre-Dame de Sameiro (Braga) qui est vénérée par les Portugais, nombreux dans la communauté.